# Maringá Atlético Clube
Maringá Atlético Clube foi um clube brasileiro de futebol da cidade de Maringá, no estado do Paraná. Foi fundado em 3 de janeiro de 1989.
Em 1989, o idealizador do Grêmio Esportivo Paranaense, Elnio Pohlmann, voltou ao cenário futebolístico com um novo time. Tratava-se do Maringá Atlético Clube, time que teve vida efêmera. Disputou somente duas rodadas do estadual de 1991, antes de desistir por falta de recursos.

## História
A paixão pelo futebol de Elnio Silveira Pohlmann nunca era suficiente, ele refundou o Grêmio Maringá em 1974, fundou o Grêmio Esportivo Paranaense, popular em Apucarana, nome histórico e folclórico do futebol paranaense. Já foi diretor do Grêmio Maringá e fundou o Maringá Atlético Clube (MAC) em 1989, que no mesmo ano foi campeão da 2ª Divisão do Paranaense.
Suas cores eram os mesmos da bandeira da cidade de Maringá, vermelho, amarelo e branco.

## Títulos
| Estaduais | Estaduais                                          | Estaduais | Estaduais  |
|           | Competição                                         | Títulos   | Temporadas |
|           | Campeonato Paranaense de Futebol - Segunda Divisão | 1         | 1989       |
| --------- | -------------------------------------------------- | --------- | ---------- |

## Estatísticas
| Competição | Competição | Temporadas | Melhor campanha     | Anos      | A | R |
| Paraná     | Série A    | 2          | 16º colocado (1990) | 1990-1991 | – | - |
| Paraná     | Série B    | 1          | Campeão (1989)      | 1989      | 1 | – |